# メラニー・ベルニエ
メラニー・ベルニエ（Mélanie Bernier、1985年1月5日 - ）は、フランスの女優。

## バイオグラフィ
フランスサントル地域圏アンドル＝エ＝ロワール県トゥールで誕生。
幼い頃から演技を志していた。ヴェイニュで幼少期を過ごし、そしてまた、トゥール近郊の小さい街エヴルで初めてとなる舞台の経験をした。14歳になった頃、テレビ映画『Rends-moi mon nom』に出演。2000年にフランスで公開されたブリュノ・シッシュ監督のコメディ映画『バルニーのちょっとした心配事』にセシル役でファブリス・ルキーニ、
ナタリー・バイ、マリー・ジランらと共に出演した。
2004年、作家ジョルジュ・サンドの小説を原作としたフランスのロマンス映画『愛の妖精』で主役のファデットを演じた。2005年から放映され、フランスで人気を博した主にエステサロンを舞台とするコメディテレビドラマシリーズ『ヴィーナス＆アポロ』にメインキャストの4人のうちの一人ビジューとして出演した。
2011年、1994年12月24日に起きたエールフランス8969便ハイジャック事件を元にしたジュリアン・ルクレルク監督のサスペンス映画『フランス特殊部隊 GIGN 〜エールフランス8969便ハイジャック事件〜』にメインキャストのキャロル役で出演している。

## フィルモグラフィ
- バルニーのちょっとした心配事 Barnie et ses petites contrariétés (2000)
- 愛の妖精 La Petite Fadette (2004) テレビ映画
- ヴィーナス＆アポロ Vénus et Apollon (2005) テレビシリーズ
- Sa Majesté Minor (2007)
- Passe-passe (2008)
- La Tête en friche (2010)
- フランス特殊部隊 GIGN 〜エールフランス8969便ハイジャック事件〜 L'Assaut (2011)
- Titeuf, le film (2011)
- La Délicatesse (2011)
- タイピスト! Populaire (2012)
- ジブラルタルの罠 Gibraltar (2013)
- ブラインド・デート  Un peu, beaucoup, aveuglément (2014)

## 参考・脚注
1. 1 2 3 4 5  “La biographie de Mélanie Bernier”.   Premiere. 2012年12月26日閲覧。
2. ↑  “Filmographie de Mélanie Bernier”.   zoom-cinema. 2012年12月26日閲覧。